# 고쿠부 유리에
고쿠부 유리에(일본어: 国分友里恵)는 일본의 가수이다.

## 개요
1983년, 하야시 데쓰지의 프로듀싱 하에 《Relief》로 데뷔하였고, 1997년까지 총 7장의 정규 음반을 발표하였다.
1996년부터 CCM 가수로 전향하여 활동 중이다.

## 음반 목록

### 정규 음반
- 1집《Relief》(1983)
- 2집《Steps》(1987)
- 3집《Silent Moon》(1990)
- 4집《Do You Love Me》(1991)
- 5집《동경》(1995)
- 6집《Whisper Whisper》(1996)
- 7집《Reservations For Two》(1997)

### 싱글
- 《날려줘 Taxi Man》(1983)
- 《흐르는 대로 (낙화유수)》(1986)
- 《I Wanna Be With You》(1987)
- 《사랑의 내비게이션》(1991)
- 《사랑을 가슴에》(1995)
- 《죽어도 좋아 (Nothing Lasts Forever)》(1997)

### CCM
- 《둘만의 말》
- 《너도 거기에 있었느냐》
- 《Nobody Knows》
- 《Steal Away》
- 《Savior》
- 《무지개 약속》(2004)
- 《현대 찬송가》(2009)